# 博克沙

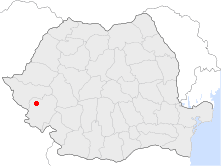

博克沙是羅馬尼亞的城鎮，位於該國西南部，距離首府雷希察15公里，由卡拉什-塞維林縣負責管轄，面積121.57平方公里，海拔高度177米，2009年人口17,093，大多數居民信奉東正教。